# Kirchdorfer Bach (Moosbach)
Der Kirchdorfer Bach ist der rechte Oberlauf des Moosbachs in Oberbayern.
Er entsteht bei Oberwertach, fließt in östlicher Richtung durch Maxhofen und Kirchdorf am Haunpold und fließt schließlich mit dem Ginshamer Bach zum Moosbach zusammen.